# Aliko Dangote
Aliko Dangote MFR, GCON, (Cano, 10 de abril de 1957) é um empresário nigeriano, e segundo a revista Forbes uma das pessoas mais ricas do mundo, sendo este a mais rica da África.

## Início de carreira
Aliko Dangote nasceu em Cano uma grande cidade nigeriana que desde 1809 é habitada pelos fulas, uma antiga etnia de nómades da África ocidental da qual Aliko Dangote faz parte, desde 1977 atua no setor industrial, inicialmente como um pequeno comerciante de cimento e açúcar e produtos alimentícios, hoje o Dangote Group possui mais de 11 000 funcionários e sua sede fica em Lagos, a maior cidade da Nigéria.

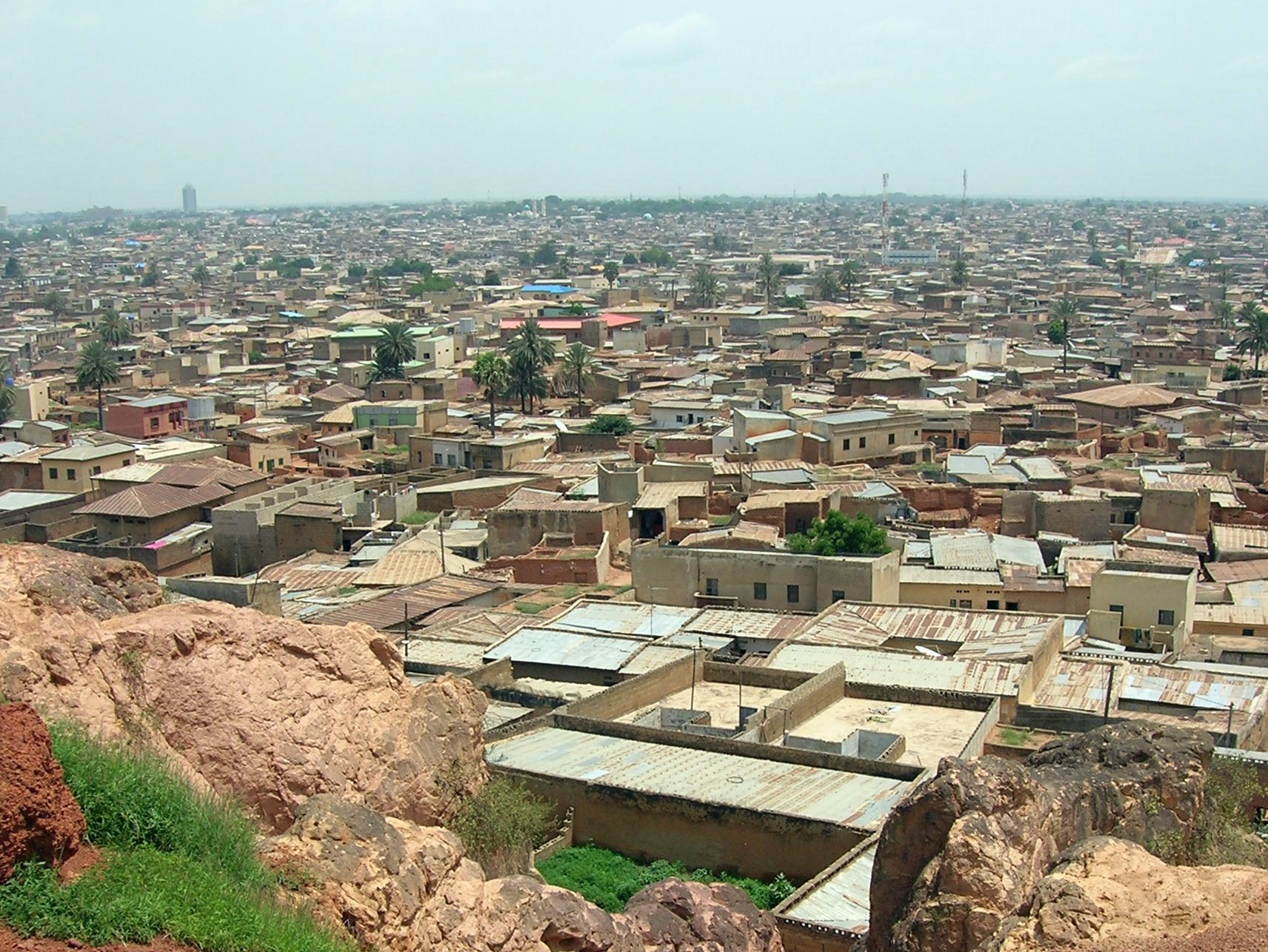
Vista da cidade de Cano onde Dangote nasceu.

Se formou na Universidade Al-Azhar, no Cairo, e possui uma enorme passagem na política interna de seu país, já apoiou diversos candidatos políticos que venceram em eleições locais.
Em 14 de novembro de 2011, ele foi premiado com a honraria mais alta da Nigéria, membro da Ordem da República Federal (MF ) pelo presidente Goodluck Jonathan, com quem possui relações políticas e  econômicas, já que o próprio Aliko Dangote assumiu ter relações com a política interna e externa de seu país.
Sua empresa é uma das maiores instituições privadas da África e de seu país com um lucro de mais de US$ 350 milhões em 2011.

## Negócios e fortuna
Aliko Dangote, é dono do Dangote Group, um grande conglomerado da Nigéria, que atua em múltiplos setores industriais como a Indústria de  cimento e alimentos, o grupo Dangote possui como principais produtos de venda açúcar, refrigerantes, arroz, batata, farinha e cimento, e também o setor de investimentos e seguros bancários, o grupo Dangote atua principalmente na Nigéria, Gana, Benin, Togo e África do Sul, Aliko Dangote é a pessoa mais rica da Nigéria e do continente africano, com uma fortuna estimada em 11,2 bilhões de dólares segundo a revista Forbes de 2011, ele ficou neste ano uma posição a frente do fundador do Facebook, Mark Zuckerberg. Aliko Dangote controla grande parte do comércio e de commodities da Nigéria através de suas conexões empresariais e políticos, o grupo Dangote foi fundado originalmente como uma pequena empresa de açúcar em 1977, e hoje rende milhões de dólares em lucro líquido. O grupo Dangote deixou de ser uma pequena empresa de comércio para ser o maior grupo industrial da Nigéria.
Em 23 de maio de 2010 o jornal britânico Daily Mirror anunciou que Aliko Dangote estaria interessado em comprar 16% das ações da premier League do Arsenal. Aliko negou essas afirmações.